# Episodi di Delitti in Paradiso (terza stagione)
La terza stagione della serie televisiva Delitti in Paradiso, composta da 8 episodi della durata di 60 minuti l'uno, è stata trasmessa in prima visione assoluta nel Regno Unito da BBC One dal 14 gennaio al 4 marzo 2014. Kris Marshall entra nel cast principale. Ben Miller partecipa come guest star nel primo episodio della stagione.
In Italia la stagione è stata trasmessa in prima visione da Rai 2 dal 6 luglio al 24 agosto 2014.
| nº | Titolo originale            | Titolo italiano            | Prima TV Regno Unito | Prima TV Italia |
| -- | --------------------------- | -------------------------- | -------------------- | --------------- |
| 1  | Death of a Detective        | Morte di un poliziotto     | 14 gennaio 2014      | 6 luglio 2014   |
| 2  | The Wrong Man               | L'uomo ombra               | 21 gennaio 2014      | 13 luglio 2014  |
| 3  | An Artistic Murder          | Un omicidio artistico      | 28 gennaio 2014      | 20 luglio 2014  |
| 4  | Ye of Little Faith          | Una piccola fede           | 4 febbraio 2014      | 27 luglio 2014  |
| 5  | Political Suicide           | Suicidio politico          | 11 febbraio 2014     | 3 agosto 2014   |
| 6  | The Early Bird              | Il primo uccello           | 18 febbraio 2014     | 10 agosto 2014  |
| 7  | The Man with the Golden Gun | L'uomo dalla pistola d'oro | 25 febbraio 2014     | 17 agosto 2014  |
| 8  | Rue Morgue                  | Rue Morgue                 | 4 marzo 2014         | 24 agosto 2014  |

## Morte di un poliziotto
- Titolo originale: Death of a Detective
- Diretto da: Cilla Ware
- Scritto da: Robert Thorogood

### Trama
Richard incontra per caso Angela, Roger, James e sua moglie Sasha che erano i suoi compagni ai tempi in cui frequentava l'università di Cambridge. I quattro sono venuti a Saint Marie per una rimpatriata e, dato che hanno incontrato Richard, lo invitano a unirsi a loro per una piccola festa nella villa che hanno affittato. Mentre gli amici di Richard si divertono nella sala principale, lui rimane solo sulla sedia a sdraio sulla veranda. Angela si avvicina a lui trovandolo senza vita.
Fidel, Dwayne e Camille sono distrutti dalla morte del loro collega e amico, ma sono determinati a rendergli giustizia e trovare il suo assassino. Dwayne esclude che qualcuno si sia introdotto dalla veranda dato che la villa è troppo arroccata e l'accesso era possibile solo dalla sala principale. Questo indica che l'assassino è da ricercare tra i presenti alla festa. Richard è morto sul colpo, pugnalato con un rompighiaccio che gli ha perforato il ventricolo destro. L'uomo si era presentato alla festa portando con sé un libro, Il rosso e il nero scritto in lingua francese, e ciò desta sospetto visto che Richard non sapeva parlare il francese.
Da Londra arriva il sostituto di Richard, l'ispettore capo Humphrey Goodman, il quale si trasferisce a Saint Marie insieme a sua moglie Sally. Il nuovo ispettore appare piuttosto maldestro e la squadra non si fida di lui, ma Patterson lo descrive come uno dei migliori investigatori di Londra. I colleghi devono ricredersi quando Humphrey dà prova di avere un ottimo senso dell'osservazione. Quando Richard era sulla veranda voltava le spalle alla sala principale. Richard aveva bevuto una tazza di tè e Angela si era avvicinata a lui e Richard le aveva chiesto di portargliene un'altra. Successivamente anche Sasha si era avvicinata all'uomo per portargli un vassoio di patatine. infine anche James si era avvicinato per portargli la seconda tazza di tè che aveva chiesto. accanto al corpo di Richard c'erano sia il vassoio che la tazza entrambi vuoti, ciò vuol dire che aveva mangiato le patatine e bevuto il tè che gli avevano offerto, quindi Angela, Sasha e James non possono essere gli assassini. L'ultima persona ad andare sulla veranda prima che Angela constatasse che Richard era morto, era stato Roger, ma non si era avvicinato a Richard dato che era andato a controllare il barbecue.
Humphrey e la squadra indagano sulle vite dei quattro sospettati: Roger è un modesto agente immobiliare, Angela è un avvocato, James è un consulente finanziario mentre Sasha aveva fondato una sua compagnia di software che poi ha venduto per una cifra milionaria, in passato ebbe un incidente in auto, lei era sopravvissuta ma sua sorella Helen che viaggiava con lei morì. Humphrey fatica a credere che gli amici di Richard siano venuti a Saint Marie per una coincidenza, Fidel scopre infatti che Angela aveva invitato Richard in Inghilterra per la rimpatriata ma lui rifiutò l'invito, quindi Angela propose ai suoi amici di festeggiare la rimpatriata proprio con un viaggio a Saint Marie: Angela ammette che voleva rivedere Richard, del quale era sempre stata innamorata, ma lui aveva occhi solo per Sasha.
La madre di Richard spedisce a Saint Marie un pacco con dentro l'album fotografico di Richard ai tempi di Cambridge con un biglietto con scritto "Spero che quello che cerchi sia qui" ciò vuol dire che Richard stava indagando su qualcosa. Camille nota che nella foto di laurea manca Roger, lui infatti venne espulso dall'università quando Richard lo denunciò al rettore dato che copiava agli esami, ma nonostante l'astio che provava per Richard giura di non averlo ucciso. Humphrey non riesce a capire perché uno dei vecchi compagni di università di Richard, che non vedeva da venticinque anni, ora abbia deciso di ucciderlo, inoltre è stato avventato farlo nella villa col rischio di essere scoperto, quando invece potevano ucciderlo in un luogo più isolato, Humphrey comprende che è stato un gesto dettato dall'impazienza, Richard doveva aver scoperto qualcosa su uno di loro nel momento in cui li ha rivisti, e l'assassino è stato costretto a ucciderlo il prima possibile. Humphrey trova una correlazione tra il libro Il rosso e il nero e l'album fotografico che Richard aveva chiesto a sua madre di spedirgli, infatti nota una foto di Sasha mentre studiava il libro per la tesi di laurea.
Humphrey, sul luogo del crimine, in presenza di Angela, Sasha, James e Roger spiega la dinamica dei fatti, prendendo esempio dall'indovinello della volpe, dell'oca e del pacco di fagioli, infatti per capire chi aveva ucciso Richard era necessario comprendere l'alternanza dei singoli eventi e l'opportunità, ad assassinare Richard è stata Sasha mentre James è stato complice della moglie. Angela che per prima si era avvicinata a Richard portò via la tazza di tè che lui aveva bevuto, poi Sasha si era avvicinata a lui per offrirgli un vassoio di patatine e lo pugnalò con il rompighiaccio uccidendolo, inoltre il vassoio che portò era vuoto così che tutti credessero che Richard avesse mangiato le patatine e che fosse ancora vivo dopo che Sasha si allontanò da lui, successivamente James si avvicinò al cadavere di Richard facendo credere a tutti che fosse ancora vivo portandogli la seconda tazza di tè, che in realtà era la prima già bevuta che Angela aveva portato via in modo che tutti pensassero che Richard avesse bevuto il tè che James aveva finto di offrirgli e in questo modo tutti avrebbero creduto che Richard fosse ancora vivo quando James si allontanò da lui.
Humphrey non solo ha scoperto chi sono i colpevoli ma anche il movente: Sasha era morta nell'incidente stradale, era sua sorella Helen quella che era sopravvissuta, e impulsivamente si appropriò dell'identità di Sasha anche con la complicità di James (dato che probabilmente tradiva la defunta moglie con la sorella) vivendo con i soldi che Sasha aveva guadagnato dalla vendita della sua compagnia, le due sorelle si somigliavano molto, inoltre Helen per diventare più simile alla sorella si è sottoposta a un intervento chirurgico. Quando Richard l'ha vista aveva subito capito che non poteva essere Sasha, ne trovò conferma quando le mostrò alla festa il libro Il rosso e il nero di cui Helen non sapeva niente, ignara che era il romanzo su cui Sasha fece la tesi di laurea, fu in quel momento che Helen e James capirono che Richard aveva scoperto tutto e decisero di ucciderlo proprio alla festa per non perdere tempo. Helen e James vengono arrestati, mentre Angela non può fare a meno di sentirsi responsabile dato che Richard sarebbe ancora vivo se lei non avesse organizzato il viaggio a Saint Marie.
Camille, Catherine, Patterson, Dwayne e Fidel si mettono a bere per commemorare Richard, mentre Humphrey si sistema nell'alloggio del suo predecessore, impaziente di stare insieme a sua moglie, trovando però sulla segreteria del telefono un messaggio di Sally la quale, dopo aver ammesso di non amare più suo marito, con dispiacere lo informa che non verrà a Saint Marie.
- Ascolti Regno Unito: telespettatori 8 689 000[3]
- Ascolti Italia: telespettatori 1 028 000 – share 7,85%[4]

## L'uomo ombra
- Titolo originale: The Wrong Man
- Diretto da: Cilla Ware
- Scritto da: Robert Thorogood

### Trama
Una troupe cinematografica sta girando a Saint Marie un film sugli zombie, la protagonista è Lexi, giovane e inesperta a attrice ma con una promettente carriera. Durante una scena viene sostituita dalla sua controfigura Thea la quale muore durante le riprese. Humphrey e la squadra indagano sulla morte, e scoprono che Thea è morta per aver assunto la tetrodotossina, conosciuto anche come il "veleno del pesce palla" dato che si estrae proprio dall'animale.
Stando all'autopsia la vittima aveva mangiato solo un cioccolatino alla ciliegia, infatti Lexi ne aveva ricevuto alcuni in regalo, ma li aveva rifiutati e gentilmente li ha offerti ai suoi colleghi, solo il cioccolatino mangiato da Thea era avvelenato, Lexi in effetti ammette che il cioccolatino alla ciliegia è il suo preferito, quindi Thea è morta per caso, il veleno era per Lexi e colui che la voleva morta sapeva che avrebbe scelto il cioccolatino alla ciliegia. Thea e Lexi erano buone amiche, si conoscevano dai tempi dell'adolescenza, ma Thea frequentava cattive compagnie, è pure finita in prigione per aver ucciso una persona durante una tentata rapina, era venuta da Lexi in cerca di aiuto e lei le ha offerto un lavoro.
Chiunque volesse uccidere Lexi potrebbe tentare di rifarlo, tutti i suoi colleghi la vorrebbero morta, per esempio il regista Carl, è sposato con due figlie, la moglie è una cara amica di Lexi e lei ha scoperto che Carl la tradisce con Susie, l'assistente, Carl è sempre stato un marito infedele infatti anche la sua prima moglie divorziò da lui per via dei suoi tradimenti portandogli via il figlio, Lexi minacciò di rivelare a sua moglie della relazione tra lui e Susie e Carl non voleva perdere anche le sue figlie, inoltre Carl aveva promesso a Susie che l'avrebbe fatta diventare un'attrice e infatti Susie vedeva in Lexi un ostacolo alla sua carriera. Inoltre anche lo scenografo Arnold prova astio contro Lexi che infatti, per via della loro vicendevole antipatia, ha imposto che per il sequel del film Arnold sia esonerato dai lavori.
Arnold è uno scenografo mediocre, e se Lexi riuscisse a escluderlo dal sequel per lui sarebbe la fine, inoltre Humphrey e Camille scoprono che si era consultato con un anatomopatologo sulla tetrodotossina, ma Arnold afferma di essere innocente, e che si era documentato sul veleno solo per via della trama del film. Fidel chiede aiuto a un informatore il quale gli rivela che Susie aveva acquistato della tetrodotossina, quindi Camille e Humphrey vanno a trovarla nella suite dell'albergo dove alloggia, ma la trovano morta, pure lei avvelenata con la tetrodotossina, di cui c'è una boccetta accanto al letto, sembra infatti che fosse stata lei a uccidere Thea nel tentativo di togliere la vita a Lexi e che poi si è suicidata con la tetrodotossina quando aveva intuito che la polizia avesse scoperto che era lei l'assassina.
Il caso sembra chiuso, ma poi Humphrey ha un'intuizione, capendo che Susie era innocente, e che a uccidere lei e Thea è stata Lexie: nessuno dei cioccolatini dentro la scatola era avvelenato, Lexi aveva due scatole, in una tutti i cioccolatini erano avvelenati, ne offrì uno a Thea che scelse quello alla ciliegia e poi è morta per avvelenamento, invece l'altra scatola, dove i cioccolatini non erano avvelenati, l'ha offerta ai suoi colleghi, mentendo, facendo credere che le erano stati regalati ma che li aveva rifiutati, in modo che tutti credessero che Thea avesse preso il cioccolatino avvelenato tra quelli che Lexi aveva regalato ai suoi colleghi, e quando Humphrey ha aperto l'indagine gli ha detto che il suo preferito era quello alla ciliegia (come quello avvelenato che Thea aveva scelto tra quelli che Lexi le aveva offerto) così che l'ipotesi più credibile fosse che la stessa Lexi era il vero bersaglio. Lexi, fingendosi Susie, aveva acquistato la tetrodotossina, e poi sempre con lo stesso veleno ha ucciso anche lei mettendolo nel bicchiere dove Susie aveva bevuto l'acqua, in questo modo tutti avrebbero pensato che era stata Susie a comprare la tetrodotossina e a uccidere Thea nel maldestro tentativo di togliere la vita a Lexi e che poi si fosse suicidata, Lexi ha lasciato una boccetta di tetrodotossina accanto al letto di Susie così che fosse interpretata come un'ammissione di colpa da parte di quest'ultima prima di morire. Humphrey fa arrestare Lexi che aveva ucciso Thea perché non voleva farsi ricattare: Lexi era stata sua complice in quell'omicidio, ma fu Thea che si prese tutta la colpa finendo in prigione, si era astenuta dal testimoniare contro la sua amica, ma dopo che era uscita di prigione pretese che Lexi si sdebitasse.
Humphrey confessa a Camille che sua moglie non verrà a Saint Marie, già da tempo le cose tra lui e Sally stavano andando male, ma adesso sua moglie ha deciso di lasciarlo definitivamente. Camille cerca di fargli capire che stare a Saint Marie senza Sally potrebbe diventare un'opportunità per lui in modo che possa imparare nuove cose e diventare indipendente.
- Ascolti Regno Unito: telespettatori 8 463 000[3]
- Ascolti Italia: telespettatori 1 185 000 – share 8,28%[5]

## Un omicidio artistico
- Titolo originale: An Artistic Murder
- Diretto da: Dusan Lazarevic
- Scritto da: Paul Logue

### Trama
Dwayne e Fidel partecipano a una mostra d'arte, finanziata da Leo Pascal; il quadro di maggior valore, che a breve verrà venduto per un'enorme cifra, è La ragazza della sirena. Alla mostra Fidel incontra un uomo di nome Carlton Paris, tra i due c'è una certa tensione quando si guardano, ad un tratto Carlton, senza dare spiegazioni lascia la mostra. Carlton telefona a Dwayne dicendogli di essere in pericolo dato che una donna armata di pistola è entrata in casa sua. Dwayne e Fidel si precipitano nella casa di Carlton e lo trovano morto.
Humphrey indaga sul crimine, l'assassino ha ucciso la vittima con una pistola, una calibro 45, inoltre non c'è il cellulare, è con quello che Carlton ha telefonato a Dwayne dato che nella sua casa non c'è una linea telefonica, Carlton aveva con sé degli occhiali da lettura, ciò vuol dire che prima di morire era impegnato a leggere qualche libro, la sua è una libreria molto fornita, tra cui Passeggiate ai Caraibi una guida turistica in tre volumi, Humphrey nota che manca il secondo. Carlton viveva nel lusso, infatti pur non lavorando, si faceva mantenere dalle donne che frequentava, lui era un gigolò, spesso portava le sue clienti a eventi mondani, e i libri che lui aveva lo aiutavano a documentarsi sui vari argomenti culturali al fine di fare sempre buona impressione.
Tra le clienti di Carlton c'era il giudice Stone e la ricca ereditiera Dorothy Foster, erano entrambe alla mostra, e con loro anche il ricco Marc Campese e sua moglie Lauren, quest'ultima aveva una relazione con Carlton, il quale era innamorato di lei, e infatti Lauren progettava di lasciare suo marito e di scappare con Carlton a New York. In passato Fidel era un buon amico di Carlton e Lauren, in effetti lui e Carlton erano come fratelli, ma quando si unì al corpo di polizia di Saint Marie chiuse i ponti con lui, ritenendo inappropriato continuare a essere amico di un gigolò temendo che ciò avrebbe potuto danneggiare la sua carriera in polizia. Adesso però Fidel si è pentito del suo egoismo, avendo voltato le spalle al suo migliore amico pensando solo ai suoi interessi.
Durante la mostra Mark litigò con sua moglie e si allontanò, Camille e Humphrey lo interrogano e Mark con disarmante tranquillità ammette che era andato a casa di Carlton per ucciderlo, ma quando arrivò vide che all'esterno della casa c'era Dorothy e quindi si allontanò. Quest'ultima era andata a casa di Carlton per convincerlo a non partire per New York, non voleva rinunciare a lui ed era disposta a pagarlo profumatamente pur di farlo rimanere a Saint Marie, ma Carlton non si degnò nemmeno di farla entrare in casa. Dwayne scopre che Lauren ha il passaporto scaduto, quindi è impossibile che potesse lasciare l'isola, inoltre Mark ha una pistola registrata, una calibro 45.
Camille e Humphrey chiedono a Mark di aprire la cassaforte dove custodisce la sua pistola, ma quando la apre nota che è sparita. Fidel pretende una spiegazione da Lauren la quale ammette che per vigliaccheria, pur amando Carlton, non aveva il coraggio di scappare via con lui, aveva rubato la pistola a suo marito regalandola a Carlton in modo da potersi difendere da Mark nel caso quest'ultimo avesse tentato di fargli del male. Humphrey si procura una copia del secondo volume di Passeggiate ai Caraibi che si rivela una guida molto dettagliata con una meticolosa descrizione di Saint Marie, e in quelle pagine Humphrey trova la soluzione per risolvere il crimine.
L'ispettore scopre che l'assassino è Pascal, durante la mostra l'attenzione di Carlton era stata catturata dal quadro La ragazza della sirena ma aveva capito che era un falso perché il quadro, che aveva per soggetto una donna con uno dei paesaggi di Saint Marie come sfondo, mostrava il faro della città, nella guida c'era scritto che il faro era ancora in fase di costruzione, benché La ragazza della sirena fosse stato dipinto alcuni anni prima che quella guida fosse stata scritta. Carlton aveva la prova che il quadro era falso e agendo in buona fede aveva cercato di avvertire Pascal portandolo a casa sua, e indossando gli occhiali da lettura gli mostro le pagine della guida turistica che parlava del faro, ma Pascal già sapeva che non era il vero quadro, per lui era ininfluente, ciò che voleva era venderlo, e per evitare che Carlton raccontasse la verità usò la pistola che Lauren aveva dato a Carlton e la usò per ucciderlo. Quando Dorothy era andata a casa di Carlton quest'ultimo non le aprì la porta perché era già morto. Pascal rubò la guida turistica, e poi anche il cellulare di Carlton e spacciandosi per lui telefonò a Dwayne per fargli credere che una donna, con tanto di pistola in mano, volesse attentare alla sua vita per far credere alla polizia che era stato ucciso da una sua cliente scontenta. Pascal tenta di fuggire ma Dwayne e Fidel lo catturano, infine viene arrestato dato che nel suo ufficio ci sono le prove incriminanti, ovvero la guida turistica e il cellulare che aveva rubato a Carlton.

## Una piccola fede
- Titolo originale: Ye of Little Faith
- Diretto da: Dusan Lazarevic
- Scritto da: Ian Kershaw

### Trama
Natasha Thiebert lavora come hostess per una compagnia aerea, arriva a Saint Marie alloggiando in un albergo con i suoi colleghi Helen Walker, Paul Bevans, Max Leigh e Adam Frost. Natasha una mattina, dopo aver festeggiato con i suoi amici, viene ritrovata morta nella sua suite.
Humphrey e i suoi colleghi devono indagare sulla morte, la donna è stata avvelenata con del bikh, poco prima di morire aveva bevuto dello champagne ma dal bicchiere dove aveva bevuto non c'è traccia di veleno. Tutti i colleghi di Natasha sono sospettati, tranne Walker la quale era arrivata a Saint Marie solo dopo la morte di Nathasha. Dwayne sospetta anche della receptionist, Simone Magon, sentendo che nasconde qualcosa. Camille e Humphrey scoprono che Natasha aveva prestato molto denaro a Paul, quest'ultimo ammette di avere una dipendenza dal gioco d'azzardo, perse molto denaro a Macao e Natasha decise di prestargli i suoi soldi per aiutarlo a ripagare i suoi debiti, lui non aveva nessun motivo per ucciderla visto che aveva trovato i soldi per ripagare Natasha.
I sospetti di Dwayne si rivelano giusti, Simone nascondeva un segreto, infatti Max tutte le volte che veniva Saint Marie, la riforniva di liquori, cosmetici e sigarette che rubava dal duty-free della compagnia aerea e che poi Simone rivendeva, comunque lei non c'entra nulla con la morte di Natasha. Max in effetti aveva un movente, entrambi rivaleggiavano per una promozione, oltre al fatto che Natasha più volte lo aveva segnalato per i suoi comportamenti poco professionali.
I bicchieri di champagne nella suite di Natasha erano due, e rilevando le impronte trovano quelle di Adam. Camille e Humphrey lo interrogano in presenza di Walker, lei e Adam hanno una relazione, ma Adam ammette di non amarla più, è da sei mesi che la tradisce con Natasha con la quale progettava di convivere, infatti voleva lasciare Walker per stare con Natasha e trasferirsi con lei in Provenza. Humphrey non riesce ancora a capire come abbia fatto l'assassino a far assumere il bikh a Natasha, poi ispeziona nuovamente la suite dove lei è morta e trova una boccetta di sciampo. Dwayne non capisce come abbia fatto Humphrey a trovarla dato che avevano già ispezionato la suite, inoltre sulla boccetta ci sono le impronte digitali di Adam e un pelo di capra.
Humphrey ha capito chi ha ucciso Natasha, e in che modo è stata avvelenata: l'assassina è Walker, lei in realtà già sapeva che Adam la tradiva con Natasha, ed è per questo che si è sbarazzata di lei, anche se non era ancora a Saint Marie le è bastato versare in una boccetta il bikh e poi intingerci un pennello da make up (a base di peli di capra) e infatti un pelo del pennello è finito nella boccetta. Con il pennello pregno di bikh ha cosparso il veleno nei francobollo che Natasha usava per spedire cartoline alla sua famiglia, Walker era la sua collega, conosceva le sue abitudini e sapeva che Natasha leccava il francobolli per attaccarli alle cartoline. Walker viene arrestata, il suo unico errore è stato quello di tentare di incastrare Adam, aveva versato il veleno dalla boccetta a quella dello sciampo di Adam, ma anche il pelo di capra vi finì dentro, poi l'ha messa nella suite di Natasha per tentare incastrarlo dopo che, davanti all'interrogatorio di Humphrey e Camille, aveva dichiarato di volerla lasciare, e infatti nel pelo trovato nella boccetta sicuramente c'è il DNA di Walker che la incrimina.

## Suicidio politico
- Titolo originale: Political Suicide
- Diretto da: Robert Quinn
- Scritto da: Robert Thorogood

### Trama
Jacob Doran è un ministro carismatico, considerato a Saint Marie un ambasciatore molto rispettato, ma è costretto a dare le dimissioni per via di uno scandalo, i giornali hanno pubblicato la notizia che ha avuto un'amante e quindi rinuncia alla sua carica dato che gli verrebbe tolta ugualmente. Theo Frazier, il suo addetto stampa, sente uno sparo proveniente dall'ufficio di Jacob e quando entra, seguito da Charlotte e Drew, rispettivamente moglie e figlio di Jacob, vedono quest'ultimo morto.
Humphrey deve investigare sulla morte del ministro, accanto al corpo c'è una pistola, Jacob è morto per un colpo d'arma da fuoco sul petto, la cosa strana è che alla pistola è stato limato il numero di serie. C'è un biglietto scritto dalla vittima, la calligrafia è di Jacob, lui dichiarava che, schiacciato dal peso della vergogna, aveva deciso di togliersi la vita. Humphrey però ha dei dubbi, il più delle volte le persone, quando commettono suicidio, preferiscono spararsi alla testa e non sul petto, inoltre qualcuno ha svuotato la cassaforte della vittima, tutto fa supporre che Jacob sia stato ucciso e che abbiano tentato di farlo passare per un suicidio. È che impossibile Theo, Charlotte o Drew possano averlo ucciso visto che erano entrati tutti insieme nell'ufficio di Jacob dopo aver sentito lo sparo, ma contemporaneamente Theo non aveva visto nessuno uscire dall'ufficio dopo aver sentito il colpo di pistola. Charlotte afferma che prima di morire il marito fece una passeggiata allontanandosi per un po' da casa.
La donna con cui Jacob aveva tradito sua moglie è la fidanzata di Drew, ovvero Lena, proprio Drew l'aveva incoraggiata a lavorare con suo padre come assistente, poi lo accompagnò in un viaggio in Messico, Lena ammette che era stato Jacob e sedurla, la loro è stata la storia di una notte e Lena se ne pentì subito, tanto che si licenziò. Camille scopre che Lena è in compagnia di Marlon, l'ex fidanzato di Catherine. Infatti Marlon è il compagno della madre di Lena, pretese dei soldi da Jacob dato che quest'ultimo aveva danneggiato la ragazza, e Jacob gli firmò un assegno. Camille ha sempre sospettato che Marlon fosse suo padre, in ogni caso quando lei aveva sei anni, Marlon abbandonò sia lei che Catherine.
All'inizio i sospetti ricadono su Marlon ma lui ha un alibi: all'ora dell'omicidio stava comprando un biglietto per Lena così che lei potesse raggiungere sua madre a Saint Lucia. Humphrey scopre che Lena è solo l'ultima di una lunga serie di donne con cui Jacob tradiva sua moglie, Charlotte col tempo imparò ad accettare i vizi di suo marito, la cosa strana è che Jacob è sempre stato bravo a nascondere le sue relazioni extraconiugali, invece la notizia che ebbe una storia con Lena è stata subito scoperta. La polizia scopre che è stato Theo a diffondere la notizia, lui aveva scoperto che Jacob si arricchiva con il traffico di armi, se le faceva importare da una barca dal Sudafrica intestandole a una compagnia fittizia di cui Jacob era l'unico dipendente, la pistola che lo ha ucciso sicuramente era tra le armi importate, Theo per smantellare il traffico rese pubblica la notizia dell'infedeltà di Jacob nei confronti della moglie sapendo che per via dello scandalo lo avrebbero rimosso dalla carica di ministro togliendogli il suo potere politico.
Camille aveva sempre creduto che Marlon avesse lasciato Catherine per un'altra donna, ma Marlon le confessa che in realtà era stata proprio Catherine a lasciarlo. Catherine ammette che in effetti era stata lei ad allontanare Marlon dalla sua vita e da quella di Camille, era un uomo inaffidabile, non riusciva a tenersi un lavoro, oltre al fatto che aveva dei problemi con l'alcolismo e il gioco d'azzardo.
Humphrey ora ha capito il susseguirsi degli eventi cha ha portato alla morte di Jacob, quest'ultimo voleva scappare sapendo che era solo questione di poco prima che scoprissero che lui era complice nel traffico di armi, decise dunque di inscenare un falso suicidio, scrivendo una lettera dove dichiarava che voleva togliersi la vita, svuotò dalla sua cassaforte il denaro in contanti, il passaporto e la pistola, Humphrey ha intuito che quando Jacob uscì per quella passeggiata, si era diretto alla spiaggia vicina alla sua villa per sotterrare il borsone dove aveva nascosto tutto quello che aveva preso dalla cassaforte, lo stesso Humphrey aveva dedotto in quale punto della spiaggia Jacob avesse sotterrato il borsone per poi trovarlo. Humphrey fa arrestare Charlotte, quest'ultima seguì Jacob sulla spiaggia e lo vide sotterrare il borsone, quando Charlotte lo dissotterrò vedendo i soldi e il passaporto, capì che il marito voleva scappare, la donna sotterrò nuovamente il borsone con tutto il suo contenuto, tranne la pistola, e quando Jacob tornò a casa ed entrò nel suo ufficio, Charlotte gli sparò uccidendolo, pulì l'arma dalle sue impronte digitali lasciandola accanto al corpo del marito. Charlotte si nascose dietro la porta, e quando Theo la aprì di tutta fretta dopo aver sentito lo sparo, non si era accorto che Charlotte era già dentro la stanza.
Lena decide di non partire per Saint Lucia e di rimanere a Saint Marie insieme a Drew il quale ha perso la sua famiglia, ma ora può contare sia su Lena che sull'amicizia di Theo. Camille in parte si riconcilia con Marlon il quale le propone di venirlo a trovare a Saint Lucia.

## Il primo uccello
- Titolo originale: The Early Bird
- Diretto da: Robert Quinn
- Scritto da: J.C. Wilsher, Simon Winstone e Robert Thorogood

### Trama
Un gruppo di appassionati di birdwatching formato da Mark Talbot, Matt Webster, Alec Burton e Dan Parish, arriva a Saint Marie e, accompagnati dalle guide Yasmin e Jack, fanno un'escursione in una riserva per avvistare una rara tipologia di pappagallo, il "Verde di Saint Marie". Il gruppo si accampa nella foresta per la notte, ma il mattino dopo Yasmin avvisa tutti che Mark si è svegliato prima degli altri per riuscire a vedere per primo il Verde di Saint Marie, infatti gli altri membri del gruppo lo vedono da lontano mentre si incammina per il sentiero, poi lo perdono di vista e lo raggiungono in un rifugio trovandolo morto, pugnalato alla schiena con un coltello.
Humphrey e la sua squadra indagano sulla morte dell'uomo, stranamente portava nella tasca un calzino, inoltre non aveva con sé la sua agenda da avvistamento, e nemmeno il suo bastone da trekking, che Fidel trova in mezzo al sentiero. L'unico del gruppo che odiava Mark è Alec dato che era sempre arcigno con lui, Dan è un giornalista giramondo che lavora per una rivista di ornitologia, Matt invece ha un debole per Gloria, la moglie di Mark, che non condivide l'amore del marito per il birdwatching, infatti pur accompagnandolo nel viaggio lei ha preferito rimanere in albergo. Gloria però trova inverosimile che Mark si fosse alzato per battere sul tempo i suoi compagni di viaggio per avvistare il Verde di Saint Marie, perché era sempre stato molto corretto nell'osservanza delle regole di gruppo.
La riserva è ben sorvegliata, è impossibile che qualcuno possa esservi entrato di nascosto per uccidere Mark, l'assassino doveva essere un membro del gruppo, ma tutti avevano un alibi dato che erano tutti presenti quando avevano visto Mark allontanarsi, inoltre dal punto in cui avevano montato le tende da campeggio, al rifugio dove la vittima è stata trovata, e poi tornare al punto di partenza, è necessario un tempo come minimo di sei minuti in corsa, se uno di loro si fosse assentato per tutto quel tempo gli altri lo avrebbero notato.
Humphrey capisce poi che l'assassino ha tratto tutti in inganno, e fa convocare i sospettati dichiarando di aver capito chi è l'assassino, a uccidere Mark è stato Dan. Quest'ultimo si guadagna da vivere vendendo illegalmente uova di uccelli esotici, riesce a rubarle dai nidi, è riuscito ad appropriarsene durante i suoi viaggi di lavoro visitando numerosi paesi come Madagascar, Vietnam e il Nepal e infatti Mark sapeva che in quei paesi erano state rubate delle uova dalle riserve, intuendo che Dan le vendeva e che probabilmente era venuto per rubare anche le uova del Verde di Saint Marie. Mark voleva denunciarlo alla polizia ma non poteva telefonare dato che nella foresta non c'era segnale, decise quindi di cogliere Dan sul fatto: Mark non si era svegliato prima degli altri per avvistare l'uccello, ma per sorprendere Dan nell'atto di rubare le uova, aveva portato un calzino per mettercele dentro e tenerle al sicuro. Mark ha fatto lo sbaglio di confidarsi con Yasmin rivelandole i suoi sospetti, ignaro che lei era la complice di Dan, che lo aveva avvertito, e dopo che Dan uccise Mark, Yasmin svegliò tutti gli altri accusando Mark di essersi svegliato per primo per avvistare il Verde di Saint Marie, ma lui era già morto, quello che avevano visto da lontano era Dan, il quale portava in mano il bastone di Mark, in modo che lo confondessero per lui, poi Dan ha gettato via il bastone, e nascondendosi tra la vegetazione è ritornano all'accampamento unendosi agli altri fornendosi un alibi.
In seguito all'arresto di Dan e Yasmin, mentre Dwayne si beve una birra con Jack al ristorante di Catherine, fa una scoperta inaspettata: Jack gli rivela che il Verde di Saint Marie è estinto ormai da qualche anno, l'ultima coppia che stava nidificando è morta per via di un uragano, ma è indispensabile che ciò rimanga un segreto altrimenti nessuno verrebbe più alla riserva nella speranza di avvistarlo.

## L'uomo dalla pistola d'oro
- Titolo originale: The Man with the Golden Gun
- Diretto da: Richard Signy
- Scritto da: Jack Lothian e Robert Thorogood

### Trama
Humphrey, Camille, Fidel e Dwayne vanno nell'isola privata di Sebastian Island (poco distante da Saint Marie) per risolvere l'omicidio di Alexander Jackson, miliardario che ha fatto la sua fortuna nell'edilizia, è morto per un colpo d'arma da fuoco, il suo cadavere è stato trovato all'esterno della sua villa. Non era molto amato a Saint Marie, molte persone hanno perso le loro case per via dei suoi progetti edili. Alexander era insieme ai suoi tre figli, Joseph, Terrance e Anna, oltre alla domestica Rosie e alla segretaria Emily.
Humphrey e i suoi colleghi raccolgono informazioni sui sospettati, ad esempio Terrance è il vice-direttore della compagnia edile del padre e adesso ne è appena diventato l'amministratore delegato ora che Alexander è morto, Anna invece è il classico spirito libero, ha svolto diversi lavori come pittrice, commediografa e stilista, Joseph lavora per varie ONG ed è sempre stato in cattivi rapporti con suo padre non approvando il modo disonesto con cui Alexander portava a termine i suoi affari. Rosie, prima di trovare il corpo di Alexander, aveva sentito uno sparo, ma non aveva badato molto alla cosa, credeva infatti che Alexander stesse sparando con il suo fucile a degli uccelli dato che era uno dei suoi passatempi. La cosa strana è che la vittima era a torso nudo, si era tolto la camicia, che tra l'altro è anche pulita, lasciandola accanto a sé.
Dwayne nota che Rosie porta degli orecchini di diamanti, e infatti la domestica ammette che Terrance tende a essere aggressivo e arrogante, una volta tentò di molestarla e quando Rosie respinse i suoi tentativi di seduzione, lui la picchiò, Alexander le regalò quegli orecchini per convincerla a sorvolare sulla faccenda dopo aver punito il figlio per il suo comportamento. A uccidere Alexander è stato un proiettile e non un pallettone quindi l'arma usata non può essere un fucile ma una pistola, l'unico in tutta l'isola ad averne una è Joseph, ma il colpevole non può essere lui dato che ha un alibi: quando Rosie ha sentito lo sparo aveva visto Jeseph mentre si allenava su un tapis roulant. Fidel però controlla le striature del proiettile che ha ucciso Alexander, e coincidono con quelle dei proiettili della pistola di Joseph, che però quest'ultimo custodisce con cura in una piccola cassaforte che può essere aperta solo con la chiave che Joseph porta sempre con sé.
Humphrey trova l'agenda della vittima, notando che c'è una pagina strappata. La polizia scopre che Emily aveva un movente per voler uccidere il suo capo, prima che Alexander la assumesse, aveva fatto perdere al padre di Emily la sua compagnia di noleggio di imbarcazioni ottenendone la proprietà per costruirci sopra un albergo, il padre di Emily è morto per un malore a causa della sua depressione. Emily ammette che, pur odiando Alexander, lavorando per lui aveva imparato a conoscerlo meglio, dopo che la moglie di Alexander morì per un infarto lui era cambiato, si sentiva solo rendendosi conto di quanto si fosse allontanato dai suoi figli.
Purtroppo si sta scatenando una tempesta, dunque Humphrey e i suoi colleghi sono costretti a rimanere a Sebastian Island passando tutta la notte nella villa dei Jackson. Humphrey e Camille entrano più in confidenza, quest'ultima ammette che, nonostante il lavoro sia molto importante per lei, in futuro vorrebbe dei bambini, anche Humphrey avrebbe voluto dei figli ma per Sally è sempre stata più importante la carriera, inoltre non ha un bel rapporto con suo padre, il quale è sempre stato fiero degli altri suoi figli, laureati a Oxford, mostrando solo indifferenza nei confronti di Humphrey e della sua carriera in polizia, non ha mai nemmeno ritenuto che Humphrey fosse all'altezza di Sally tanto che non gli ha ancora detto che stanno divorziando.
Il giorno dopo Joseph tenta la fuga in barca dall'isola, la sua paura è quella di essere incriminato per la morte del padre, Humphrey tenta di fermarlo, tra i due c'è una colluttazione sulla spiaggia, ma poi Joseph decide di arrendersi. Durante lo scontro con Joseph, Humphrey si è sporcato la giaccia di sabbia, ciò lo ispira portandolo a capire chi ha ucciso Alexander: il colpevole è Terrance, aveva usato uno dei proiettili che Joseph aveva utilizzato mentre faceva tiro a bersaglio, e poi lo ha caricato su una cartuccia, sparandolo con il fucile da caccia, ha sparato al padre dalla distanza ravvicinata, quindi la camicia di Alexander era sporca della polvere da sparo del fucile, e dunque dopo avergliela tolta, è riuscito a disfarsene e l'ha sostituita con un'altra pulita messa accanto al corpo della vittima per depistare le indagini. Humphrey ha ricalcato con una matita la pagina dell'agenda sotto a quella strappata, leggendo ciò che Alexander aveva scritto, si trattava di una lettera al suo avvocato dove dichiarava che non avrebbe lasciato nulla in eredità ai suoi figli, sperando che così Terrance e Anna avrebbero imparato a essere meno pretenziosi e più indipendenti. Terrance, per evitare di perdere la sua eredità, uccise suo padre prima che egli rendesse ufficiale il nuovo testamento e ha strappato la pagina dall'agenda dove lui aveva scritto le sue nuove volontà testamentali. Humphrey ha la prova che può inchiodarlo: ha trovalo la camicia con cui Alexander è morto e che Terrance aveva cercato di disfarsi, e quindi quest'ultimo ammette la sua colpevolezza e viene arrestato, cadendo nella trappola di Humphrey, infatti quella non era la vera camicia che Alexander indossava quando il figlio gli sparò, gli è bastato farglielo credere per estorcergli la confessione.
Humphrey e la sua squadra tornano a Saint Marie, calata la notte vanno a una festa sulla spiaggia, finalmente Humphrey si fa coraggio e con il cellulare telefona a suo padre spiegandogli che lui e Sally stanno divorziando.

## Rue Morgue
- Titolo originale: Rue Morgue
- Diretto da: Richard Signy
- Scritto da: Robert Thorogood

### Trama
Emma è un ex chirurgo in pensione che vive in una casa di riposo a Saint Marie, i suoi amici Jim e Colin, che la stavano aspettando a una festa, notano il suo ritardo, poi vanno a trovarla al suo alloggio e iniziano a preoccuparsi, infatti la porta e chiusa, poi la sfondano e trovano Emma morta sul letto.
Humphrey deve indagare sulla morte della donna, la causa è un'overdose da sonniferi, il medicinale è accanto alla vittima insieme a un bicchiere d'acqua, sembra un suicidio, ma Camille nota che Emma aveva lasciato fuori dall'armadio l'abito da sera che intendeva indossare per la festa, non sembra infatti che la donna premeditasse il suicidio. Il catenaccio della porta è per terra, non solo la porta era chiusa a chiave, ma Emma l'aveva chiusa pure con il catenaccio che è caduto quando Jim e Colin avevano sfondato la porta. Stando all'autopsia la vittima aveva mangiato del pollo con curry, in effetti è stata la cameriera Sylvaine a portarglielo, Emma era stata l'unica a ordinare il pollo con curry oltre a un'altra anziana della casa di riposo, ovvero Judith. Humphrey ipotizza che il sonnifero sia stato messo proprio nel cibo, ma stando alle analisi al pollo con curry di Emma non era stato aggiunto nulla, Sylvaine giura di non aver visto nessuno avvicinarsi alla pietanza quando l'aveva data alla vittima, chiunque abbia aggiunto il sonnifero deve averlo fatto dentro la stanza di Emma, ma la cosa strana è che l'assassino non poteva uscire da una stanza chiusa dall'interno con il catenaccio.
Humphrey riceve l'inaspettata visita di Sally, deve andare per lavoro a Martinica e dato che Saint Marie è nelle vicinanze è venuta a trovare Humphrey, i due vanno del ristorante di Catherine (Camille li guarda di nascosto palesemente gelosa) il motivo per cui Sally è venuta a Saint Marie è per tentare una riconciliazione con Humphrey, si è pentita di averlo lasciato.
La polizia indaga sui residenti della casa di riposo, tra quelli che avevano un possibile movente: David era arrabbiato con lei dato che la figlia venne operata da Emma che doveva rimuoverle del calcoli biliari ma lei morì durante l'operazione, invece Pam (la moglie di Jim) era gelosa dato che il marito trascorreva sempre più tempo con lei, temendo che la tradisse, ma Jim le rivela di avere il cancro, si era confidato solo con Emma per chiederle di prendersi cura di Pam quando lui sarebbe morto. Emma inoltre aveva una relazione con Colin il quale le avrebbe chiesto di sposarla.
Sally e Humphrey si danno nuovamente appuntamento al ristorante di Catherine, dove Humphrey si sta rendendo conto di aver cambiato le sue abitudini e di quanto lui e Sally sono diversi, rinfacciandole il suo egoismo, lui voleva venire con la moglie a Saint Marie nella speranza di salvare il loro matrimonio, ma lei non è venuta umiliandolo, accusando Sally di aver solo pensato ai suoi sentimenti non curandosi di quelli del marito, ormai Humphrey è diventato un uomo diverso, riuscendo a crescere come persona anche senza sua moglie. Sally lo supplica di perdonarla, ma quando Humphrey guarda da lontano Camille, confessa a Sally di non amarla più, e lei lascia Saint Marie disperata.
Humphrey per farsi un'idea più chiara di come l'assassino ha ucciso Emma, sfonda una porta chiusa con il catenaccio, e capisce adesso come abbia fatto il colpevole a ingannare tutti. Humphrey in presenza di Jim, Pam, Judith, Colin, Sylvaine e David spiega come abbia fatto l'assassino a mettere il sonnifero nel pollo al curry, rivelando la sua identità, infatti a uccidere Emma è stata Judith. Quest'ultima era amica di Emma, e quindi veniva a trovarla nel suo alloggio, ha avuto il tempo di rubarle i sonniferi, Sylvaine aveva portato del pollo al curry a entrambe, Judith aveva messo il sonnifero nel suo pollo al curry, poi è andata a trovare Judith nel suo alloggio sostituendo la sua pietanza con quella della vittima facendole credere che ci fosse stato uno scambio. Emma ha mangiato il pollo al curry morendo per overdose e poi Judith è rientrata nell'alloggio di Emma sostituendo la pietanza che lei aveva mangiato, con la sua, infatti avevano analizzato il pollo al curry sbagliato. Judith ha messo il sonnifero e il bicchiere d'acqua accanto al corpo di Judith, per far credere che lei avesse assunto il sonnifero con l'acqua e rendere il suicidio più credibile, successivamente ha staccato dalla porta il catenaccio mettendolo a terra, e poi è uscita dalla stanza chiudendola a chiave. Jim e Colin vedendo il catenaccio per terra avevano creduto di averlo staccato quando avevano sfondato la porta, la quale era solo stata chiusa a chiave, Judith voleva che tutti credessero che la porta fosse stata chiusa anche dall'interno con il catenaccio in modo che tutti pensassero che era stata Emma a chiudersi nella sua stanza per togliersi la vita. Judith è innamorata di Colin e temeva di perderlo se lui avesse sposato Emma.
Patterson si congratula con Humphrey per l'arresto di Judith, ammettendo che in parte è felice che lui e Sally non siano tornati insieme temendo che la moglie lo avrebbe allontanato da Saint Marie, affermando che il loro dipartimento di polizia ha bisogno di un uomo come lui. Humphrey confessa a Fidel che il vero motivo per cui non ha voluto concedere una seconda possibilità a Sally è perché ormai ha capito di amare Camille, ma non le dichiarerà il suo amore perché ciò che più teme e di rovinare la loro amicizia.